# Hermann Senftleben
Hermann Senftleben (* 8. April 1890 in Bremen; † 1975 in Recklinghausen) war ein deutscher Physiker und Physikochemiker.

## Leben
Senftleben studierte nach dem Abitur am König-Wilhelms-Gymnasium zu Breslau an der Universität Breslau Physik und wurde bei Rudolf Ladenburg promoviert. Die Dissertation war über das Leuchten von Flammen, das er teilweise auf Lichtstreuung an kleinen Teilchen in der Flamme zurückführte. Danach war er Assistent in Breslau (bei Carl Hintze, Arnold Eucken und Otto Lummer) und Marburg (bei Clemens Schaefer), bei dem er sich 1924 habilitierte und Privatdozent in Marburg wurde. 1935 bis zur Emeritierung 1958 war er ordentlicher Professor an der Universität Münster. Dort forschte er auch 1946 bis 1961 als Mitarbeiter der Chemischen Werke Hüls in Marl.
Angeregt durch Eucken wandte er sich in den 1930er Jahren der Physikalischen Chemie zu. Unter anderem befasste er sich mit dem direkten Nachweis der Dissoziation von Molekülen durch Stöße zweiter Art, dem Reaktionsverlauf bei der Wasserstoff-Erzeugung und der Elektronenaffinität von Sauerstoff.  Insbesondere untersuchte er aber die Wärmeleitung in Gasen.
Nach ihm und Jan Beenakker sind die Senftleben-Beenakker-Effekte benannt, die Beeinflussung der Transporteigenschaften (Wärmeleitfähigkeit, Viskosität) von molekularen Gasen durch elektrische und magnetische Felder.